# Sonate K. 202
La sonate K. 202 (L. 498) en si bémol majeur est une œuvre pour clavier du compositeur italien Domenico Scarlatti.

## Présentation
La sonate K. 202 en si bémol majeur, notée Allegro, propose une forme originale de trois séquences avec changement de mètre : 
 pour l'ouverture en canon, puis 
, au rythme de sicilienne qui se colore de constantes modulations, et enfin 
, avec une évidente parenté avec la première séquence, la dernière séquence (Vivo) conclut rapidement la sonate. Avec les reprises, elle forme la construction suivante : A–A–B–C–B–C.

## Manuscrits
Le manuscrit principal est le numéro 12 du volume IV de Parme (1752) ; les autres sont Münster V 31 et Vienne I 23.

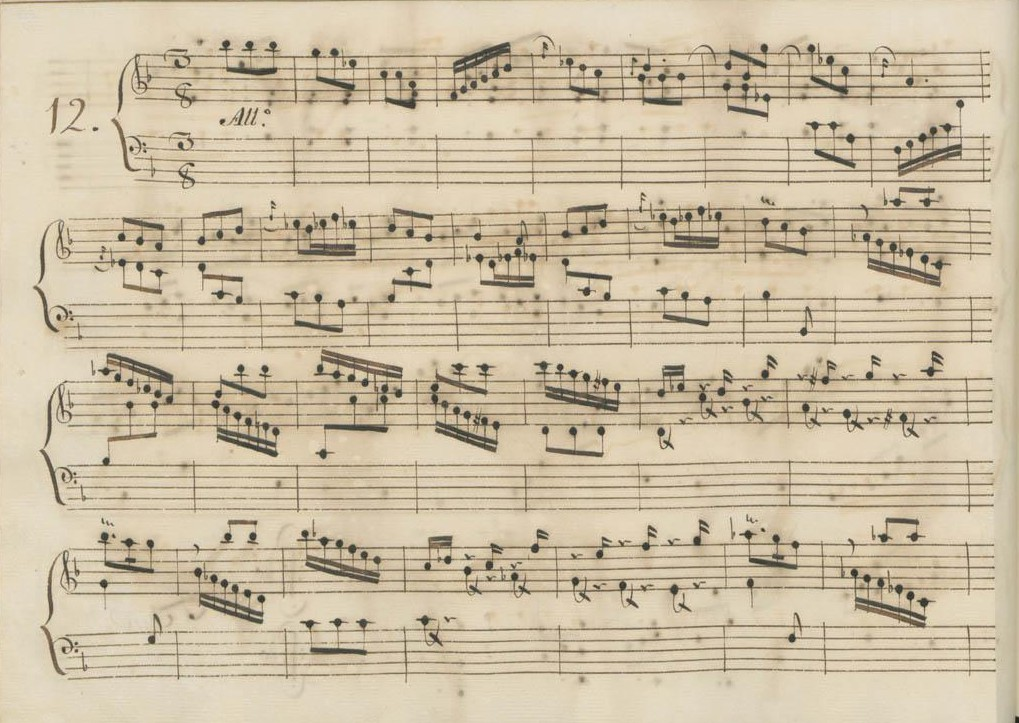
Parme IV 12.
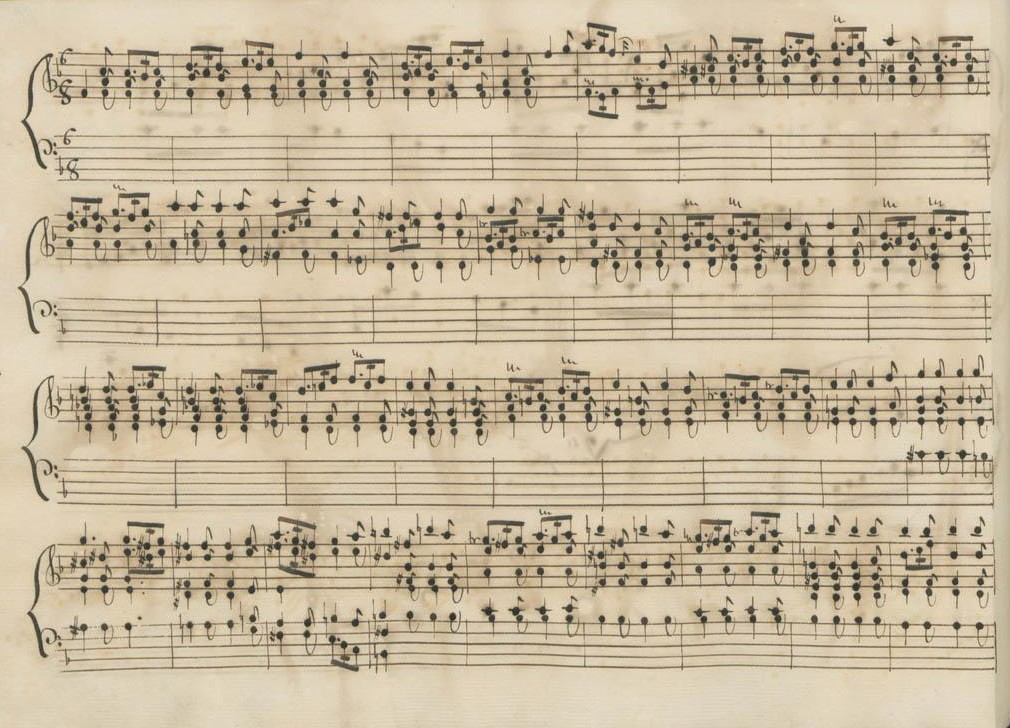
Sicilienne (Parme).
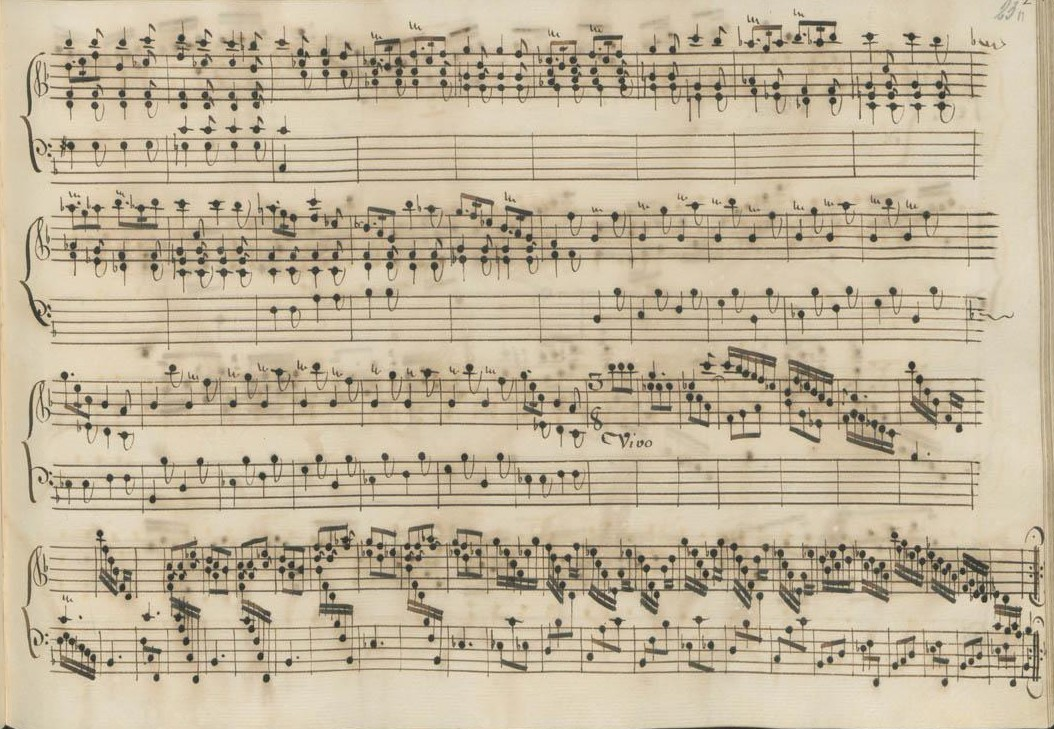
Fin de la sonate (Vivo).

## Interprètes
La sonate K. 202 est défendue au piano notamment par Christian Zacharias (2002, MDG), Carlo Grante (2013, Music & Arts, vol. 4), Alice Ader (2013, Fuga Libera) et Soyeon Lee (2017, Naxos, vol. 21) ; au clavecin par George Malcolm (1954, Archiv), Elżbieta Stefańska-Łukowicz (1973, LP Muza Polskie), Gudula Kremers (1973, SWR), Scott Ross (1985, Erato), Bob van Asperen (1991, EMI), Andreas Staier (1992, DHM), Richard Lester (2007, Nimbus, vol. 7), Pieter-Jan Belder (Brilliant Classics) et Francesco Cera (2009, Brilliant Classics, vol. 5). Stephan Schmidt la joue à la guitare (1995, Valois) et Øivind Farmen à l'accordéon (1994, Lærdar Musikkproduksjon).

## Sources
: document utilisé comme source pour la rédaction de cet article.
- Ralph Kirkpatrick (trad. de l'anglais par Dennis Collins), Domenico Scarlatti, Paris, Lattès, coll. « Musique et Musiciens », 1982 (1re éd. 1953 (en)), 493 p. (ISBN 978-2-7096-0118-4, OCLC 954954205, BNF 34689181).
- Alain de Chambure, « Domenico Scarlatti : Intégrale des sonates — Scott Ross », Erato (2564-62092-2), 1985 (OCLC 891183737) .